# 梅彭 (伊利諾伊州)
梅彭（英語：Meppen）是位於美國伊利諾伊州卡爾霍恩縣的一個非建制地區。該地的面積和人口皆未知。

## 地理
梅彭的座標為38°59′49″N 90°36′17″W / 38.99694°N 90.60472°W，而該地的平均海拔高度為139米（即456英尺）。